# Dankwart Ackermann
Dankwart Otto Heinrich Emil Rudolf Ackermann (* 11. November 1878 in Halle an der Saale; † 31. Mai 1965 in Würzburg) war ein deutscher Physiologe und Biochemiker.

## Biografie
Dankwart Ackermann wurde als Sohn des Pathologen Theodor Ackermann geboren. Nach dem Besuch des Gymnasiums in Halle (Saale) studierte er Medizin an der Universität Kiel und ab dem Sommersemester 1898 in Rostock, wo er 1902 unter Friedrich Kutscher (1866–1942) promoviert wurde. Sein Studium setzte er an den Universitäten in München und Freiburg fort und habilitierte sich schließlich 1907 an der Universität Marburg für Physiologie.
1908 ging er als Privatdozent an die Universität Würzburg und arbeitete am Institut von Maximilian von Frey. Dort wurde er 1922 zum außerordentlichen Professor, am 16. Januar 1929 zum ordentlichen Professor für Physiologische Chemie am neu entstandenen Physiologisch-chemischen Institut (Röntgenring 9) berufen, dem er bis zu seiner Emeritierung im Jahr 1953 vorstand. 1935 wurde er zum Mitglied der Leopoldina gewählt.
Schwerpunkt seiner wissenschaftlichen Arbeit war die Erforschung des intermediären Eiweißstoffwechsels und die Beschreibung biogener Amine. 1910 konnte er die Biosynthese des Histamins aus der Aminosäure Histidin aufklären.
Zusammen mit Franz Knoop gründete er 1942 die Deutsche Physiologisch-chemische Gesellschaft.
Von 1945 bis 1952 leitete er als neben dem Pathologen Hermann Groll einziger 1945 nicht entlassener planmäßiger ordentlicher Professor der Medizinischen Fakultät kommissarisch das aus dem Institut für Vererbungswissenschaft und Rasseforschung in der Klinikstraße 6 hervorgegangene Erbbiologische Institut im Bau 5 des Würzburger Luitpoldkrankenhauses. Dem von Waldemar Schleip geleiteten Verwaltungsausschuss der Universität gehörte er als Mitglied an.
Ackermann war mit Marianne, der Tochter des Physiologen Max von Frey verheiratet.

## Auszeichnungen
- Eisernes Kreuz I. Klasse
- Ehrenmitglied der Physiologisch-Medizinischen Gesellschaft Würzburg
- 1949: Ehrenmitglied der Gesellschaft für Physiologische Chemie
- 1959: Bayerischer Verdienstorden